# Ellen Crawford
Ellen Crawford (Normal (Illinois), 29 april 1951) is een Amerikaanse actrice.
Crawford is het meest bekend van haar rol als verpleegster Lydia Wright in de televisieserie ER waar zij in 113 afleveringen speelde (1994-2009).

## Biografie
Crawford studeerde af in schone kunsten aan de Carnegie Mellon University in Pittsburgh waar zij in 1975 haar diploma haalde.
Crawford is ook actief in het theater, zij trad eenmaal op Broadway. In 1982 speelde zij in de musical Do Black Patent Leather Shoes Really Reflect Up? als zuster Lee.
Crawford is getrouwd met acteur Mike Genovese. Hij had ook een bijrol in ER als politieagent Alfred Grabarsky, in seizoen 3 trouwde zij ook in deze serie.

## Filmografie

### Films
- 2017 Suburbicon - als Eileen
- 2013 Angel's Perch – als Betsy
- 2012 Petunia – als Martha McDougal
- 2012 Model Minority – als verpleegster Alice Stanton
- 2007 The Man from Earth – als Edith
- 2001 Free – als Barbara Jenkins
- 2001 Harvey's Speech – als Anita
- 2001 Escaping Jersey – als Lucy
- 1998 Twice Upon a Time – als Peg Sager
- 1998 Soldier – als Ilona
- 1996 Cries of Silence – als Esther Lynch
- 1994 Untamed Love – als Ellen
- 1994 Moment of Truth: Cradle of Conspiracy – als Lorna Gill
- 1993 Ulterior Motives – als Elizabeth
- 1992 When No One Would Listen – als rechter Beckerman
- 1991 The Story Lady – Rita
- 1991 The Giant of Thunder Mountain – als Agnes Macgruder
- 1991 The Whereabouts of Jenny – als klerk
- 1990 Faith – als Beatrice
- 1989 The War of the Roses – als verpleegster
- 1988 The Invisible Kid – als lerares
- 1987 Who's That Girl – als verkoopster Tiffany
- 1986 The Art of Being Nick – als depressieve klant
- 1985 Stitches – als miss Marshall
- 1984 Teachers – als maatschappelijk werkster
- 1984 At Your Service – als mrs. Anderson
- 1984 Best Defense – als Sonya

### Televisieseries
Uitgezonderd eenmalige gastoptredens.
- 2022 Days of our Lives - als moeder overste - 3 afl.
- 2018 Boomers - als Ruth Sutton - 14 afl.
- 2010 Desperate Housewives – als Iris Beckley – 2 afl.
- 1994-2009 ER – als verpleegster Lydia Wright – 113 afl.
- 2005 Boston Legal – als Frances Stadler – 2 afl.
- 2000-2001 7th Heaven – als mrs. Pierce – 2 afl.
- 1996 Diagnosis Murder – als mrs. Underwood – 2 afl.

### Computerspellen
- 2003 RTX Red Rock – als oude ziel
- 2001 Emergency Room: Code Red – als verpleegster Rizzo

- Gemeinsame Normdatei: 1015590578
- Library of Congress Control Number: no2012068907
- Système universitaire de documentation: 158174550
- Virtual International Authority File: 250000498